# Rezess
Rezess (früher auch Receß, Rezeß von lat. recedere = auseinandergehen, zurückweichen, lat. recessus = Rücktritt) ist ein obsoleter Ausdruck für einen landes- oder ortsrechtlichen Vergleich.

## Inhalte
Ein Rezess ist ein rechtlicher Begriff für Auseinandersetzung oder Vergleich über strittige Verhältnisse. Rezesse sind im Verwaltungsrecht rechtsetzende Vereinbarungen, die unter Mithilfe des Staates geschlossene und objektive Rechtsnormen bildende Verträge darstellen. Sie gelten für alle Beteiligten verbindlich. Beispiele sind:
1. Schulrezess: Vereinbarung von Gemeinden über die Finanzierung und/oder die Unterhaltung von Schulen
2. Wegebaurezess: Vereinbarung über die verbindliche Verteilung der Wegebaulasten[3]
3. Bergbaurezesse
4. Grenzrezesse

In einem Rezess konnten etwa ortsrechtliche Regelungen über die Allmende oder das Huderecht getroffen werden. Die Einordnung der alten Regelungen in das heutige Rechtssystem bereitet häufig Schwierigkeiten.
In Hamburg wurden Konflikte zwischen Rat (Senat) und Bürgerschaft seit 1410 wiederholt durch Rezesse beigelegt, in denen die Aufgaben, Zuständigkeiten und (Kontroll-)Rechte beider Seiten festgeschrieben wurden. Bekannte Beispiele sind der Lange Rezess von 1529 und der Hauptrezess von 1712. Sie gelten als Vorläufer der späteren ersten Verfassung Hamburgs von 1860.
Der Rezess wird unter anderem im Preußischen Edikt von 1811 bezüglich der Auseinandersetzung zwischen Bauern und Gutsherren um das Besitzrecht der Bauern am für den Gutsherrn bewirtschafteten Stellen als eine der Einigungsmöglichkeiten (durch Vertrag oder Rezess) genannt.
Der Rezess stellt auch (historisch) den Abschluss eines Vertrages dar. So wurde beispielsweise die Altranstädter Konvention vom 1. September 1707 mit dem sogenannten Breslauer Exekutionsrezess vom 8. Februar 1709 zu Ende gebracht. In dieser Konvention wurde den Evangelischen (nur der Augsburgischen Konfession) in Schlesien die Ausübung der Religion eingeräumt. Im Breslauer Exekutionsrezess stellten beide Parteien – die Kaiserlichen (Katholiken) sowie Schweden (Protestanten) – fest, dass die Konvention ausgeführt (exekutiert) worden war. Beide Seiten unterzeichneten eine entsprechende Urkunde.

## Gemeinderezess / Beispiel von 1851
Der handschriftliche Rezess eines Ortes in Niedersachsen „über die Specialtheilung der Gemeinheiten“ befasst sich mit der „Aufhebung der Behütung der Wiesen und Ackerländereien sowie Austausch, rsp. Zusammenlegung der Grundstücke in verschiedenen Feld- und Wiesenfluren vor“ (Ortsangabe). Der Antrag zu diesem Rezess ging von der Klosterkammer aus und bezweckte:

„1. die Theilung der Gemeinheiten vor“ (Ortsangabe)

„2. die Purification (Bereinigung) der dortigen Klosterforst“

„3. die Verkoppelung, beziehungsweise Zusammenlegung der klösterlichen Grundstücke“.

Hierüber wurde eine Teilungsurkunde ausgestellt „zur Vermeidung künftiger Irrungen und Streitigkeiten und zur Sicherstellung der Gerechtsame und Verpflichtungen eines jeden Interessenten“.

## Erbrezess
Der Erbrezess war eine besondere Form eines Rezesses, in dem die Erben über die Verteilung des Nachlasses nach Eintritt des Erbfalles einen Vergleich abschlossen. Auch die Urkunde des Gerichtes, welche diese Vereinbarung bekundet, wurde als Erbrezess bezeichnet. Waren Minderjährige am Vergleich beteiligt, musste in bestimmten Rechtsordnungen ein Vormundschaftsgericht den abgeschlossenen Erbrezess bestätigen. Der Begriff ist heute nicht mehr gebräuchlich.
Eine besondere Form eines Erbrezesses ist der Partifikationsrezess durch den innerdynastische Streitigkeiten der Erben über Gebietsaufteilungen meist durch dauerhafte oder temporär begrenzte Realteilungen beendet wurden.

## Belege
1. ↑  Lexikon A–Z in zwei Bänden, Zweiter Band L–Z. Enzyklopädie Volkseigener Verlag, Leipzig 1957, S. 473.
2. ↑  Der Volks-Brockhaus. Zehnte Auflage. F. A. Brockhaus, Leipzig 1943, S. 579.
3. ↑  Jedermanns Lexikon in zehn Bänden, Achter Band. Hermann Klemm A.G., Berlin-Grunewald 1930, S. 125.
4. ↑  Artikel Rezess in: Hamburg-Lexikon, Hamburg 2010, S. 579–582.
5. ↑  Norbert Conrads: Die Durchführung der Altranstädter Konvention in Schlesien 1707–1709. In: Forschungen und Quellen zur Kirchen- und Kulturgeschichte Ostdeutschlands 8. Böhlau, Köln/Wien 1971.
6. ↑  Amtsblatt der Königlichen Regierung zu Magdeburg. Magdeburg 1847, S. 239.
7. ↑  Vergleiche hierzu die Auseinandersetzungen zwischen der Landgrafschaft Hessen-Darmstadt und der Landgrafschaft Hessen-Kassel um das Amt Babenhausen-